# 2-C-metileritritol 4-fosfato
Il 2-C-metileritritol 4-fosfato (MEP) è un intermedio della via metabolica alternativa che porta alla formazione di isopentenil pirofosfato (IPP) e dimetilallil pirofosfato (DMAPP).